# Polska Klasyfikacja Obiektów Budowlanych
Polska Klasyfikacja Obiektów Budowlanych (PKOB) – usystematyzowany wykaz obiektów budowlanych, rozumianych jako produkty finalne działalności budowlanej, niezależnie od jej form organizacyjnych.
Klasyfikacja ta stosowana jest w statystyce i ewidencji celem zapewnienia jednolitości kwalifikowania i grupowania informacji o obiektach budowlanych dla potrzeb prac planistycznych, cenotwórczych i badawczych dotyczących zadań i efektów produkcji budowlano-montażowej.
Klasyfikację PKOB opracowano na podstawie Europejskiej Klasyfikacji Obiektów Budowlanych (CC), zgodnej z zaleceniami Narodów Zjednoczonych. PKOB zachowuje zgodność w zakresie symboliki oraz nazewnictwa z rozwiązaniami przyjętymi w CC; przyjmuje z CC objaśnienia dotyczące zakresu przedmiotowego poszczególnych klas.
W klasyfikacji uwzględniono związki z klasyfikacjami starego systemu klasyfikacyjnego: Klasyfikacja Gospodarki Narodowej (KGN), Klasyfikacja Usług (KU) i Klasyfikacja Rodzajowa Środków Trwałych (KRŚT). Związki te wyrażają się:
- stosowaniem nazw zbiorów głównych, niektórych zbiorów i podzbiorów podobnych do nazw występujących w innych klasyfikacjach,
- utrzymaniem kolejności zbiorów i podzbiorów obiektów budowlanych w kolejności takiej samej lub zbliżonej, jak w innych klasyfikacjach.

Polska Klasyfikacja Obiektów Budowlanych obowiązuje od dnia 1 stycznia 2000 r.